# Leandro Ferreira
Leandro Ferreira è un comune del Brasile nello Stato del Minas Gerais, parte della mesoregione Central Mineira e della microregione di Bom Despacho.